# Convergencia Social
Convergencia Social (CS) fue un partido político chileno de ideología progresista y de izquierda y centroizquierda. Fue fundado en 2018 producto de la fusión de los movimientos políticos Movimiento Autonomista (MA), Izquierda Libertaria (IL; gran parte de dicho movimiento se retiró en diciembre de 2019), Nueva Democracia (ND) y Socialismo y Libertad (SOL), todos ellos integrantes del Frente Amplio (FA) hasta ese momento. Se definía como un partido de «carácter feminista, socialista, emancipador, aportando a la construcción de una vida digna, y una nueva relación con los bienes comunes y sus pueblos».
El 17 de enero de 2020 presentó ante el Servicio Electoral (Servel) el número de firmas exigidas para legalizarse. En las elecciones de 2021 lograron con la candidatura de Gabriel Boric acceder a la presidencia de la República, siendo el partido más joven en ganar una elección presidencial en la historia del país.
El 19 de abril de 2024 inició el proceso de fusión con el partido Revolución Democrática para crear una nueva colectividad denominada Frente Amplio, reemplazando a la coalición homónima.

## Historia

### Orígenes
Su nacimiento se explica principalmente por el movimiento estudiantil de 2011, que manifestó una crítica a las políticas educacionales de los gobiernos de la Concertación de Partidos por la Democracia (1990-2010), y a la propia transición política en Chile. Parte de esos grupos de izquierda, confluyeron en la formación del Frente Amplio (FA), el 21 de enero de 2017.

### Fundación
Luego de las elecciones de 2017 se produjo un proceso de reordenamiento entre los integrantes del Frente Amplio: en enero de 2018 el Movimiento Autonomista (MA) inició conversaciones con otras agrupaciones integrantes de la coalición para analizar convergencias o fusiones con el fin de convertirse en un nuevo partido político. El 10 de noviembre de ese año se realizó en el Teatro Huemul de Santiago el acto fundacional de la nueva agrupación que integra al Movimiento Autonomista (MA), Izquierda Libertaria (IL), Nueva Democracia (ND) y Socialismo y Libertad (SOL) y que el 28 de abril de 2019, luego de una votación interna en la que se presentaron también las opciones «Victoria» y «Transformar», obtuvo el nombre de «Convergencia Social».

Logotipos de los movimientos fundadores de CS.
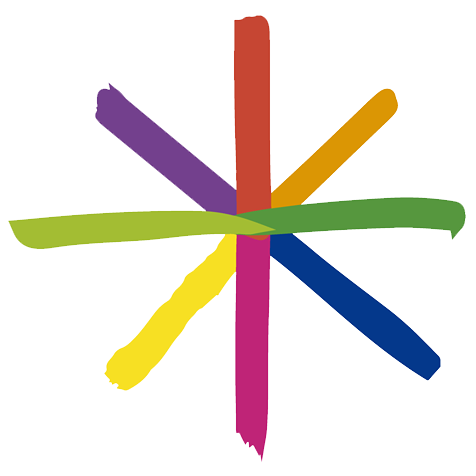
Nueva Democracia
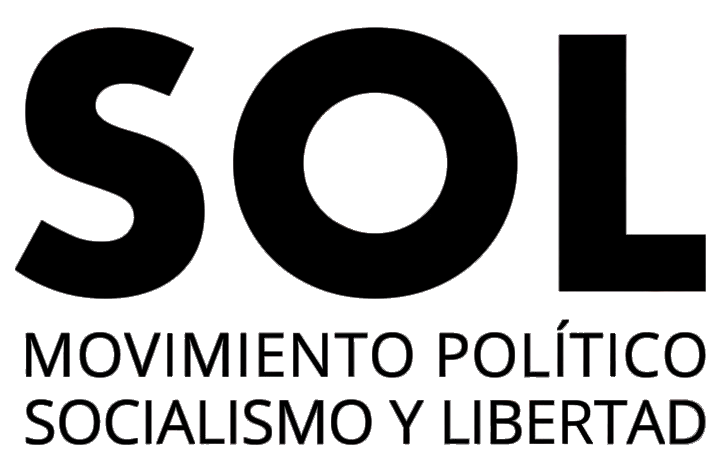
Socialismo y Libertad
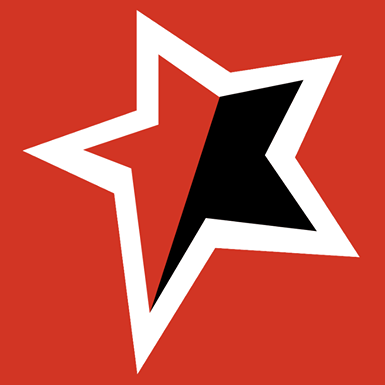
Izquierda Libertaria

El 11, 12 y 13 de mayo de ese año el partido celebró su primera elección interna para definir a la directiva que encabezará el proceso de constitución legal. En dichos comicios compitieron 2 listas: «La Corriente», liderada por la diputada Gael Yeomans (IL) y apoyada entre otros por Jorge Sharp (MA) —quien inicialmente presentaría una lista aparte—; y «Unidad de Mayorías» liderada por Stephanie Peñaloza (MA) y apoyada por Gabriel Boric (MA) y Cristián Cuevas (ND). En la elección (en que participaron 2088 de 2580 habilitados) triunfó la lista «La Corriente» con 1104 votos (54%), con lo que se escogió a la primera presidenta del partido Gael Yeomans. El 31 de ese mes la nueva agrupación firmó la escritura de constitución de la organización, transformándose en partido en formación el 25 de junio del mismo año ante el Servicio Electoral (Servel), con la publicación del extracto de su escritura de constitución.

### Crisis interna y constitución legal

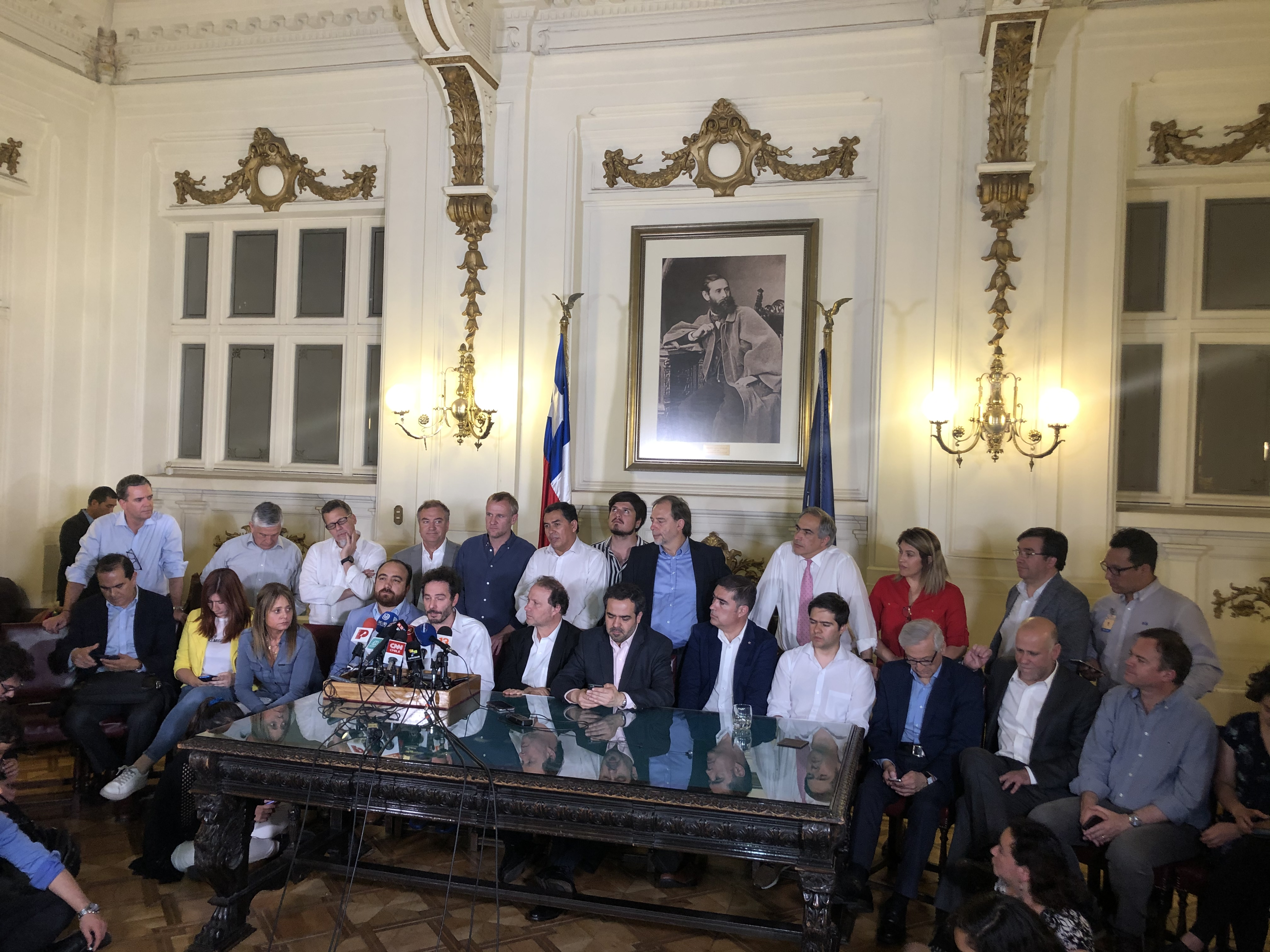
Firma del «Acuerdo por la Paz Social y la Nueva Constitución», noviembre de 2019.

A partir de los hechos producidos por las masivas protestas de octubre de 2019, el partido participó inicialmente en las reuniones para arribar al “Acuerdo por la Paz Social y la Nueva Constitución”, suscrito el 15 de noviembre de 2019. Sin embargo, solo firmaría el acuerdo el diputado Gabriel Boric (región de Magallanes), a título individual. Días más tarde, el partido ratificó su decisión de no suscribir el Acuerdo, por considerarlo como una respuesta política insuficiente. Debido a dicho acuerdo firmado —por Boric— junto con partidos del oficialismo y oposición, se produjo la renuncia de 73 militantes, entre ellos, el alcalde de Valparaíso, Jorge Sharp. A esta renuncia se sumó otra de 114 militantes, hecha pública el 22 de noviembre, que incluía a Cristián Cuevas Zambrano, entonces vicepresidente de CS, y al concejal por Ñuñoa Camilo Brodsky. El 10 de diciembre una parte importante del movimiento Izquierda Libertaria anunció su retiro del partido, exceptuando a la diputada Gael Yeomans. No obstante a lo anterior, el partido optó por sumarse al proceso constituyente, pronunciándose por las opciones “Apruebo” y “Convención Constitucional”, para el plebiscito nacional del 25 de octubre de 2020.
El 17 de enero de 2020 su presidenta y secretaria general solicitaron la constitución legal como partido político ante el Servel, la que fue acogida el 4 de marzo de 2020 al construirse en las regiones de Coquimbo, Valparaíso, Libertador General Bernardo O'Higgins, lo que fue posible tras reunir más de 3800 firmas, las que fueron presentadas ante el ente regulador. Según la ley chilena para constituirse legalmente un partido necesita hacerlo en al menos 8 regiones del país o en un mínimo de 3 de regiones geográficamente contiguas; esto último es lo que ha hecho CS. El partido fue inscrito en el Registro de Partidos Políticos del Servel el 9 de marzo de 2020.
El 10 de agosto de 2020 resultó electa Alondra Arellano Hernández como presidenta del partido con un 51,9% de los votos válidamente emitidos, derrotando a Camila Arenas (ex Macrozonal Centro) quien obtuvo 47,4% de los votos emitidos. Con ello, Arellano convirtió así en la timonel más joven de Chile, asumiendo este cargo con tan solo 22 años de edad.
A principios de 2021 se unió a la Internacional Progresista, organización internacional que reúne a activistas, organizaciones, partidos y medios de carácter progresista. Entre sus exponentes está Bernie Sanders y Yanis Varoufakis. Junto con el medio local El Ciudadano son las únicos miembros chilenos en la Internacional.

### Apruebo Dignidad y elección presidencial de 2021

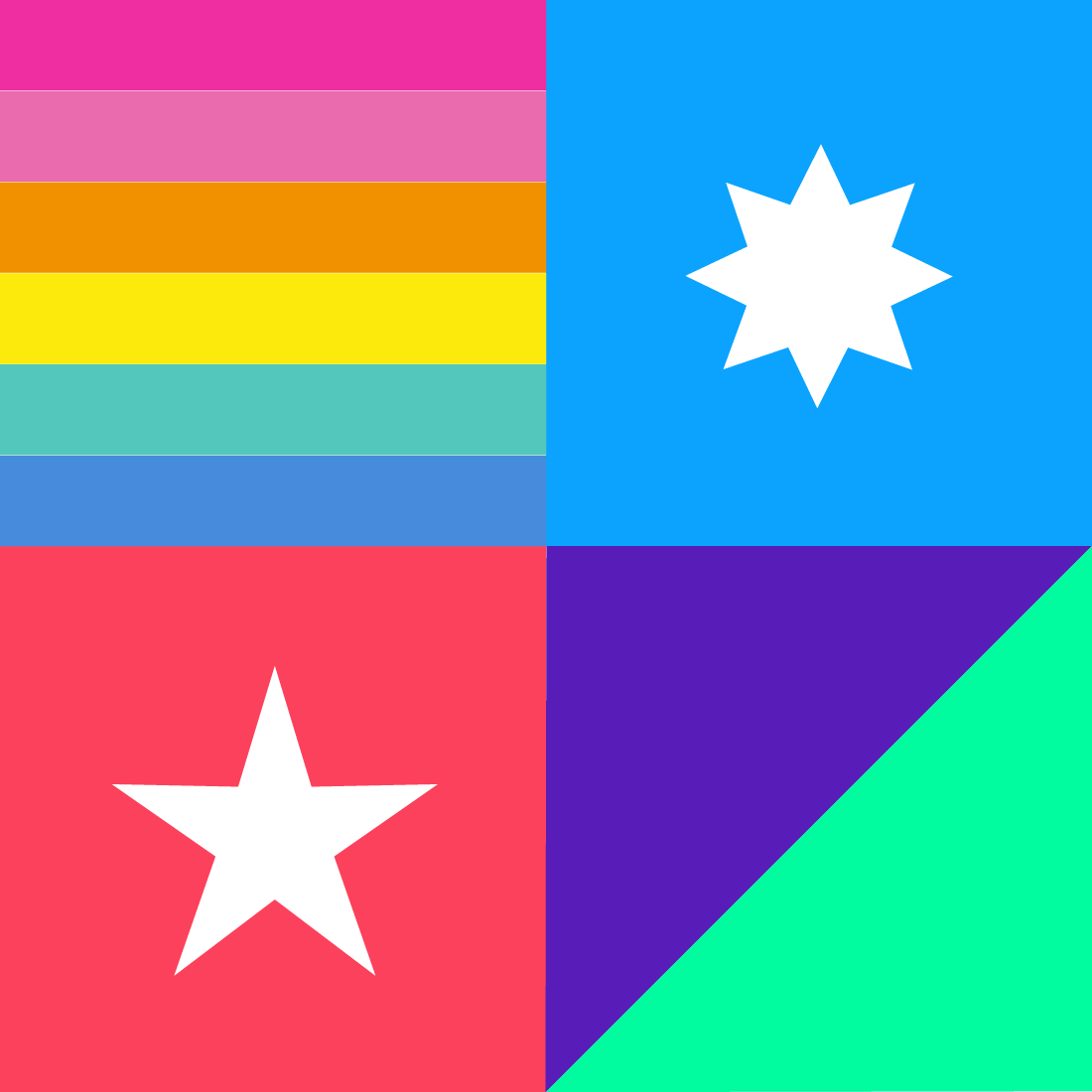
Logotipo de la coalición Apruebo Dignidad

El 2021 sería el primer año en que Convergencia Social participaría como partido en unas elecciones, ese año estuvo cargado electoralmente, debido a la realización en mayo de las elecciones de convencionales constituyentes que se tuvieron que hacer simultáneamente con las elecciones municipales, retrasadas del año anterior debido a la pandemia de COVID-19, y esto se sumó a las elecciones de consejeros regionales, legislativas y presidenciales, ya programadas para noviembre de aquel año.
El 11 de enero de 2021 el conglomerado de Chile Digno se une junto al Frente Amplio en la coalición Apruebo Dignidad, esto en el marco de las elecciones de convencionales constituyentes, donde la coalición logra obtener 28 escaños, de los cuales 7 fueron para Convergencia Social. Mientras que en las elecciones municipales realizadas en la misma jornada, el partido consigue elegir a 3 alcaldesas y a 51 concejales.

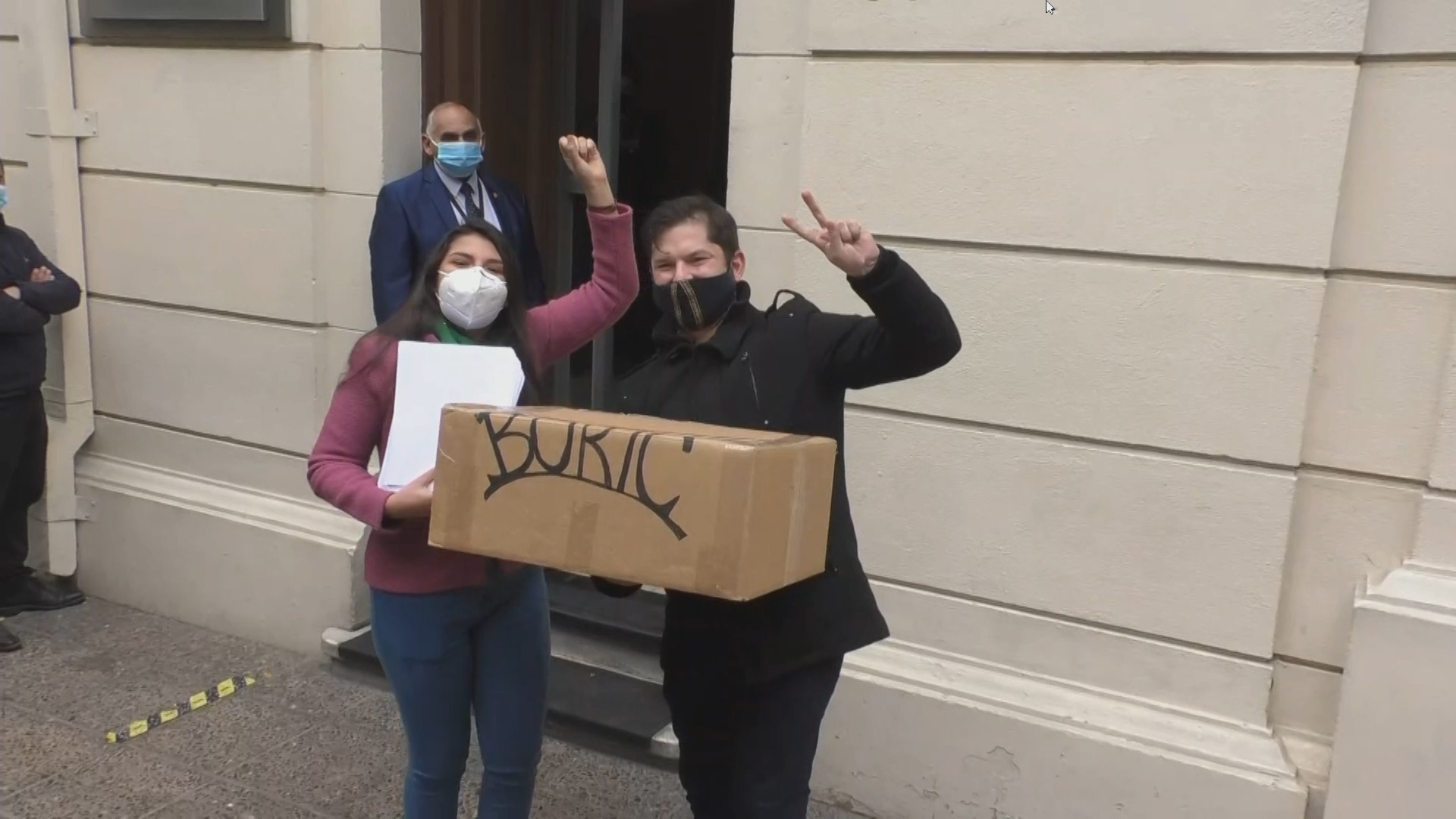
Gabriel Boric junto a Alondra Arellano entregando las firmas en el Servel.

El 17 de marzo de 2021 el pleno del Comité Central de Convergencia Social proclamó como carta presidencial al diputado y líder de la colectividad Gabriel Boric. Mientras que el 23 de marzo, Revolución Democrática mediante un consejo político nacional, decidió brindar apoyo de forma unánime al diputado por Magallanes como su candidato presidencial, dándole de esta forma piso político-electoral. Posteriormente el resto del Frente Amplio le daría su apoyo a Boric. 
Ya que el partido no contaba con el mínimo requerido de adherentes para constituirse a nivel nacional y así presentar un candidato propio, se llevó a cabo una campaña masiva para poder conseguir las firmas. El 17 de mayo, un día antes del límite legal, CS anunció que cumplía con el mínimo requerido. Finalmente en las primarias de Apruebo Dignidad, Boric venció por sobre el 60% al candidato comunista Daniel Jadue, a quien muchas encuestas consideraban favorito, pasando así a ser candidato único de Apruebo Dignidad y recibiendo el respaldo de gran parte de Chile Digno.
En la primera vuelta de la elección presidencial, realizada el 21 de noviembre de 2021, Boric obtuvo el 25.83% de los votos, por lo que pasó a segunda vuelta junto a José Antonio Kast del Partido Republicano, quien recibió el 27.91% de las preferencias. En cuanto a los resultados en las elecciones parlamentarias y de CORE, el partido logra elegir a 10 diputados y a 10 consejeros regionales.
Tras pasar a segunda vuelta, Boric recibió el apoyo del Partido Socialista, Partido Demócrata Cristiano, Partido por la Democracia, Partido Liberal, Partido Progresista, Partido Radical, Partido Ecologista Verde, Partido Igualdad, Partido Humanista, Ciudadanos y de los movimientos Nuevo Trato e Independientes No Neutrales.
Durante la segunda vuelta el círculo cercano de su comando estuvo conformado por la expresidenta del Colegio Médico Izkia Siches como jefa de campaña, el en ese entonces diputado Giorgio Jackson como encargado político y el sociólogo Sebastián Kraljevich como líder de estrategia. También recibió la colaboración de Gonzalo Winter, Camila Vallejo, Camila Rojas, Miguel Crispi y Alejandra Sepúlveda.
En las elecciones del 19 de diciembre de 2021 votaron más de 8,3 millones de personas, lo que significó la mayor participación electoral en Chile desde la implementación del voto voluntario. Boric resultó elegido presidente de la República con el 55,8 % de los votos, siendo electo con el mayor número de votos en la historia de Chile y el más joven al momento de asumir la presidencia nacional, además Convergencia Social se convierte en el partido más joven en llegar a la presidencia, superando el récord del PDC, que llegó a la Presidencia con Eduardo Frei Montalva, a siete años de su fundación.

### Gobierno de Boric (2022-presente)

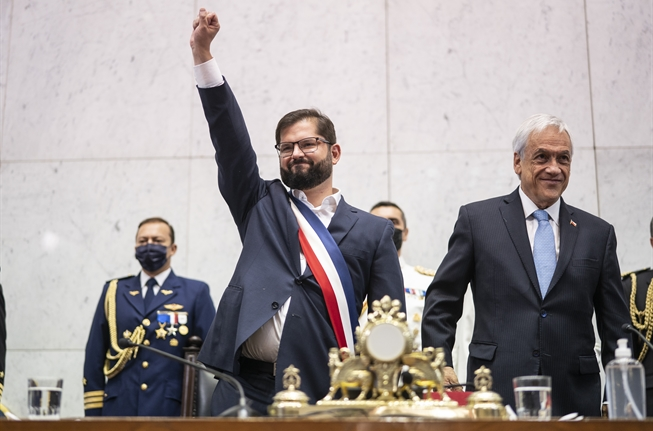
Gabriel Boric en la ceremonia de cambio de mando, a su derecha el presidente saliente Sebastián Piñera.

El 10 de enero de 2022, Gabriel Boric fue proclamado oficialmente como presidente electo por el Tribunal Calificador de Elecciones de Chile (Tricel). Posteriormente, el 21 de enero, nombró a su gabinete ministerial compuesto por 14 mujeres y 10 hombres, siendo el gabinete con más representación de mujeres en la historia del país. Entre las figuras del partido se encuentran Antonia Orellana en el Ministerio de la Mujer y la Equidad de Género, Nicolás Grau en el Ministerio de Economía, Fomento y Turismo, Marcela Ríos en la cartera de Justicia y Derechos Humanos, Julieta Brodsky en Culturas, las Artes y el Patrimonio y Claudio Huepe en Energía.
El 1 de febrero del mismo año, fueron nombrados los subsecretarios y subsecretarias de Estado, siendo 20 hombres y 19 mujeres, respectivamente. Los militantes de Convergencia Social estarían presentes en seis Subsecretarías: en Relaciones Exteriores con Ximena Fuentes, Servicios Sociales con Francisca Perales, Minería con Willy Kracht, Medio Ambiente con Maximiliano Proaño, Deportes con Antonia Illanes, Ciencia, Tecnología, Conocimiento e Innovación con Carolina Gainza.
El cambio de mando se realizó el 11 de marzo de 2022, en el Salón de Honor del Congreso Nacional en Valparaíso, donde Boric prestó el juramento de rigor, asumiendo en pasado el mediodía e iniciando de inmediato sus funciones.

#### Integración de Fuerza Común y elecciones internas

Logotipo de Fuerza Común.

En septiembre de 2022, el movimiento político Fuerza Común, fundado por el exconstituyente y constitucionalista Fernando Atria, anunció su integración a Convergencia Social con el fin de "articular la máxima unidad política de las fuerzas de cambio" y "ofrecer un soporte sólido de apoyo al presidente Boric y su gabinete ministerial y territorial".
En el mismo mes de septiembre comenzó el proceso de inscripción de candidaturas y listas para las elecciones internas de Convergencia Social, con el fin de renovar los distintos cargos y escaños de la Dirección Nacional, el Comité Central, el Tribunal Supremo y las Direcciones Regionales, entre otros cargos. Estas elecciones se llevaron a cabo entre el 22 y 23 de octubre de 2022 y votaron más de 8600 personas afiliadas a la tienda. La lista "Unidad para Transformar" logra vencer a "Convergencia Con Todes", proclamándose como presidente del partido al diputado  Diego Ibáñez y a Ximena Peralta como Vicepresidenta del mismo. El 21 de diciembre más de 50 militantes de Comunes, como la diputada por la región Metropolitana Emilia Schneider y las concejalas Yasna Tapia (Santiago) y Ka Quiroz (Maipú) anunciaron su salida del partido y su incorporación a Convergencia Social. En enero de 2023 se confirmó que Convergencia Social será parte del pacto electoral Unidad para Chile para las elecciones de consejeros constitucionales a realizarse el 7 de mayo, en conjunto con los partidos del Frente Amplio (Revolución Democrática y Comunas), el Partido Comunista, Acción Humanista, Frente Regionalista Verde Social, Partido Liberal y el Partido Socialista.

## Ideología

### Principios programáticos

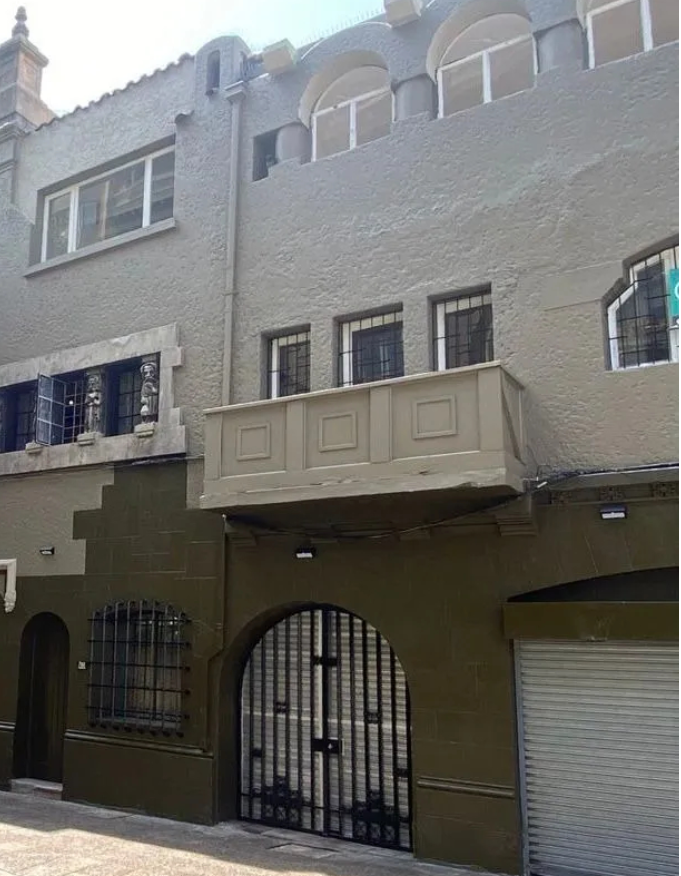
Sede nacional del partido, ubicada en Esmeralda 759, Santiago.

Según su estatuto, el partido está comprometido con una "sociedad socialista, democrática, libertaria y feminista por medio del fortalecimiento y profundización de la democracia económica, social e institucional". Postula, la emancipación de toda explotación y sometimiento de la vida; suscribe un feminismo que entiende las relaciones existentes entre el patriarcado y capital y cuestiona las estructuras productivas y reproductivas; el reconocimiento de la diversidad de los pueblos originarios existentes antes de la configuración del Estado nación, sus particularidades, y defienden un Estado plurinacional; la crítica al extractivismo conectado a los intereses de las empresas transnacionales. Para Convergencia Social, la nacionalización de bienes extractivos supone condiciones distintas para el bienestar social.
También el documento considera que las transformaciones sociales e institucionales, forman parte de un proyecto histórico socialista y debe involucrar una redistribución del poder y la democracia radical para un orden social nuevo, en el marco de “un proyecto soberano, independiente, nacional y continentalmente integrado, con pleno respeto a los derechos humanos".
Sus principios se encuadran en «los valores de igualdad, libertad de las y los integrantes de la sociedad chilena, el combate de la discriminación, el individualismo, la corrupción y la construcción de una institucionalidad y un modelo inclusivo de desarrollo», con base en los principios de probidad, participación y transparencia, que permita el desarrollo de las comunidades, regiones y etnias, con plena igualdad de oportunidades, respeto del medio ambiente, identidades y cultura.

## Relaciones internacionales
Convergencia Social en el apartado internacional ha mantenido relación con distintas organizaciones, partidos y movimientos del mundo. El partido tiene presencia orgánica en el exterior a través de su Territorio Internacional (TI), con militantes en varios países de América, Europa y Oceanía, con dos bases constituidas en relación con la distribución geográfica: la Base Europa y la Base América/Oceanía, teniendo el TI representación en el Comité Central de Convergencia Social a través de 1 cupo a elección, con derecho a voz y a voto en igualdad de derechos que los regionales de Chile Continental. Siendo el Territorio Internacional el principal nexo con las organizaciones políticas y sociales en los países donde sus militantes se encuentran y gestor del ingreso de Convergencia Social como miembro pleno a la Internacional Progresista (IP), organización creada por Bernie Sanders, DiEM25 Y Yanis Varoufakis. Pasando a ser así el único partido chileno en la internacional, junto con el medio digital El Ciudadano y participando en la Summit for the End of the World de dicha organización.

## Tendencias internas
Dentro de Convergencia Social hay distintos lotes y tendencias internas que disputas los cargos internos del partido junto con ser un espacio de reflexión y discusión. Actualmente son:
- Desbordar lo Posible: la tendencia mayoritaria junto a “De Cordillera a Mar”. Es la tendencia más cercana a los postulados y el pensamiento de Gabriel Boric; es liderada por el propio presidente de la República Gabriel Boric, junto a al diputado Gonzalo Winter, la ex-convencional Constanza Schönhaut, y la abogada y vicepresidenta Ximena Peralta.[67] El lote sufrió un duro golpe en la interna de CS al apoyar el llamado "Acuerdo por la Paz y la Nueva Constitución" que habilitó el proceso constituyente en noviembre de 2019, lo que le valió que el tribunal supremo suspendiera a Boric y recibiera una amonestación en privado. El grupo proviene principalmente del núcleo fundador del Movimiento Autonomista.
- De Cordillera a Mar: corriente mayoritaria junto a «Desbordar lo Posible», liderada por el diputado y  presidente del partido Diego Ibáñez. También participan de la tendencia la ministra de la mujer Antonia Orellana, la primera dama de la Nación, Irina Karamanos, Stephanie Peñaloza y Luna Follegati; antes de su renuncia Cristián Cuevas Zambrano también fue miembro de la agrupación interna. El lote participa activamente del Frente Feminista del partido. En sus inicios tenían como nombre «Movilizando Territorios» y «Unidad de Mayorías».
- Raíces Socialistas: lote liderado por la diputada Gael Yeomans, agrupando a exmilitantes de la Izquierda Libertaria que se quedaron en el partido posterior a la firma por el "Acuerdo por la Paz y la Nueva Constitución". De igual forma en este grupo pertenece la expresidenta de CS, Alonda Arellano, y el exdirector nacional del partido, Rodrigo Ruiz. El alcalde de Valparaíso y exmilitante de Convergencia Social, Jorge Sharp, perteneció a esta corriente interna. Abogan por un fortalecimiento del Frente Amplio, junto con un impulso de un "polo antineoliberal" más a la izquierda. Anteriormente el lote tenía como nombres «La Corriente», y posteriormente, «Reimpulsar la Izquierda».
- Trazo Socialista: lote liderado por el excandidato a alcalde por San Ramón, Miguel Bustamante. El grupo se caracteriza por ser crítico a la "moderación" que el presidente Boric ha tenido durante su gestión, como también con el poder que se le está dando a Socialismo Democrático dentro del gobierno. Aun así, se declaran oficialistas. Consideran clave mantener a Apruebo Dignidad y el Frente Amplio como “primer anillo de vinculación política del partido”. La corriente apuesta por un "cambio al modelo extractivista", habiendo un "nuevo modelo de desarrollo" que "desmonte el neoliberalismo", apostando además por una fuerte profundización democrática partidaria y la defensa de principios ecosocialistas.
- Sembrando Territorios Feministas: extinto lote que participó en las elecciones internas del partido en 2019; estuvo conformada Javiera Vallejo, hermana de Camilla Vallejo (PC) y Andrea Salazar, excandidata a diputada por el Distrito 12. Tenía como pilar fundamental el feminismo y la participación democrática partidaria interna paritaria, horizontal y deliberativa.

## Estructura

### Organización interna
Su organización interna está constituida por varios órganos. Según su Estatuto, estos son: Comités Regionales, que son órganos intermedios colegiados a nivel regional; directivas regionales, órganos ejecutivos regional; Comité Central, órgano intermedio colegiado y máxima instancia de deliberación y política permanente del partido; directiva nacional, que es el órgano ejecutivo nacional; El Tribunal Supremo; y los Tribunales Regionales.
Por otra parte, se distinguen tres “Espacios basales de participación”: los Comunales, Frentes Políticos y el Territorio Internacional. Estos son los espacios donde sus afiliados, afiliadas y adherentes participan, ejercen sus derechos y obligaciones. Además, existen los llamados Comités Temáticos, aunque no constituyen un espacio basal de participación, son los encargados de generar información programática en diversos temas de interés con las necesidades de Frentes y Territorios.

### Mesa directiva

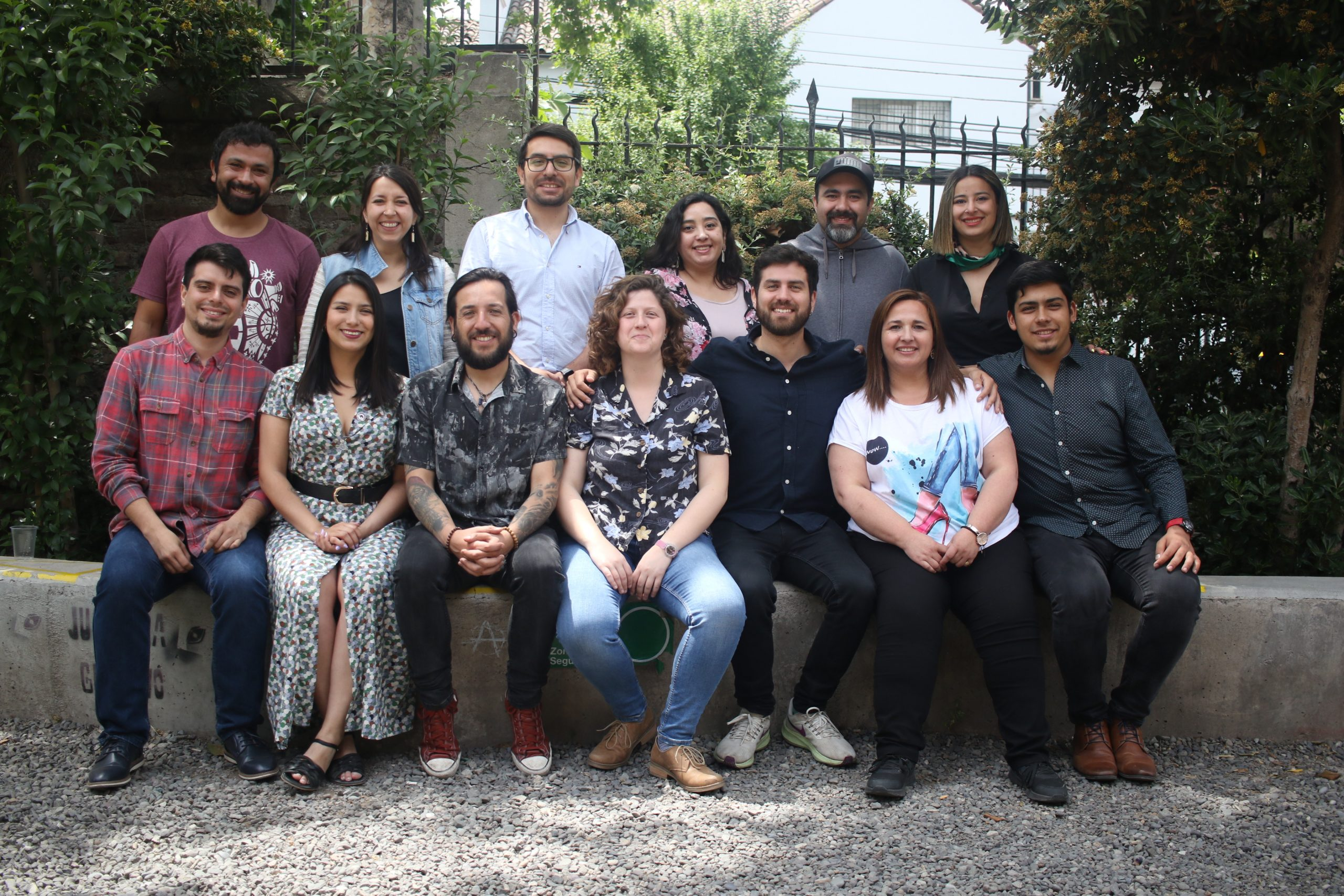
Directiva de Convergencia Social hasta 2024.

La directiva nacional, órgano ejecutivo máximo, está formada por: un representante por cada una de las macrozonales del país (Norte Grande, Norte Chico, Centro, Centro Sur y Sur); ocho representantes elegidos por votación de los/as militantes, que ocupan por orden de votación: la presidencia; la vicepresidencia; la secretaría general; la tesorería; la secretaría de comunicaciones; la secretaría de Contenidos; la secretaría de frentes y la secretaría de formación.
Los integrantes de la directiva ejercer sus funciones por dos años, con una sola posibilidad de ser reelecto en su cargo en forma sucesiva.
La primera directiva central provisional, luego de la constitución del partido, quedó integrada por la diputada Gael Yeomans, como presidenta; Cristián Cuevas Zambrano, vicepresidente; Lucas Cifuentes Croquevielle, secretario general; Francisca Perales Flores, tesorera; Rodrigo Ruiz Encina, secretario nacional de Contenidos; Claudia Hasbún Faila, secretaria nacional de Frentes Políticas; Felipe Cárcamo Moreno, secretario general Macrozonal Norte; Camila Arenas Castillo, secretaria general Macrozonal Centro y Víctor Hugo Bahamondes Brintrup, secretario general Macrozonal Sur.
En noviembre de 2019, tras la participación del partido en las negociaciones por el "Acuerdo de Paz Social y por la Nueva Constitución", se produjo la renuncia de Cuevas, Cifuentes, Ruiz y Bahamondes. En la secretaría general asumió Paula Rojas Ortega.
Los días 8 y 9 de agosto de 2020 se realizó la elección de la nueva directiva, resultado electa Alondra Arellano, quien se impuso con 51,9%, sobre Camila Arenas.
La nueva directiva central quedó compuesta por Alondra Arellano Hernández, presidenta; Francisca Perales Flores, vicepresidenta; Javiera Menay Caballero, secretaria general; Camilo Araneda Carrasco, secretario político de Finanzas; Rafik Mas’ad Nasra, secretaria política de Contenidos; Nicolás Ruiz Contreras, secretario político de Frentes; Consuelo Palmucci Villalobos, Macrozona Norte; Catalina Cifuentes Meléndez, Macrozona Centro; y Héctor Yáñez Hernández, Macrozona Sur. El 11 de marzo de 2022, la vicepresidenta Francisca Perales renunció al cargo, para asumir como subsecretaria de Servicios Sociales en el gobierno de Gabriel Boric.
En las elecciones de 2023, y las primeras bajo los estatutos actuales del partido, se escogió a la nueva directiva integrada por el diputado Diego Ibáñez presidente; Ximena Peralta, vicepresidente; Lorena Meneses, secretaria general; Constanza Rifo, secretaria de contenidos; Yerko Cortes, Tesorería; Natalia Araya, secretaria de comunicaciones; Miguel Bustamante, secretario de formación; José Herrera, secretario de frentes; Pablo Herrera, Macrozonal Norte Grande; Matías Riffo, Macrozonal Norte Chico; Sofía Fuentes, Macrozonal Centro; Valentina Pradenas, Macrozonal Centro Sur y Rodrigo Pizarro, Macrozonal Sur.

#### Presidentes
| N.º. | Titular | Titular                        | Inicio                | Fin                  |
| ---- | ------- | ------------------------------ | --------------------- | -------------------- |
| 1    |         | Gael Yeomans Araya             | 16 de mayo de 2019    | 10 de agosto de 2020 |
| 2    |         | Alondra Arellano Hernández     | 10 de agosto de 2020  | septiembre de 2021   |
| -    |         | Francisca Perales Flores (s)   | septiembre de 2021    | 11 de marzo de 2022  |
| -    |         | Ximena Peralta Fierro (Vocera) | 11 de marzo de 2022   | 26 de octubre de 22  |
| 3    |         | Diego Ibáñez Cotroneo          | 26 de octubre de 2022 | 1 de julio de 2024   |

#### Secretarios generales
| N.º. | Titular | Titular                      | Inicio                | Fin                   |
| ---- | ------- | ---------------------------- | --------------------- | --------------------- |
| 1    |         | Lucas Cifuentes Croquevielle | 16 de mayo de 2019    | noviembre de 2019     |
| 2    |         | Paula Rojas Ortega           | noviembre de 2019     | 10 de agosto de 2020  |
| 3    |         | Javiera Menay Caballero      | 10 de agosto de 2020  | 26 de octubre de 2022 |
| 4    |         | Lorena Meneses Quiroz        | 26 de octubre de 2022 | 1 de julio de 2024    |

### Frentes
Dentro del partido hay espacios en donde los militantes y adherentes de la tienda se despliegan en temáticas específicas. Estos espacios son llamados Frentes, entre los cuales se encuentra:
- Frente de Diversidades y Disidencias Sexuales y de Géneros
- Frente Salud
- Frente Estudiantil
- Frente de Trabajadores y Trabajadoras
- Frente Feminista
- Frente de Culturas, Artes y Patrimonios

### Comisiones
El trabajo en Convergencia Social también se divide en comisiones, las que tratan un apartado pragmático específico. Las actuales comisiones son las siguientes:
- Constitucional
- Derechos Humanos
- Reforma de Fuerzas Armadas
- Acceso a la Educación Superior
- Reforma Previsional
- Economía
- Conocimiento, Tecnología e Innovación
- Hábitat y Justicia Territorial
- Migración
- Relaciones Internacionales
- Salud Mental e Infancia
- Deportes
- Seguridad y Defensa
- Discapacidad
- Rural

## Autoridades

### Presidentes de la República

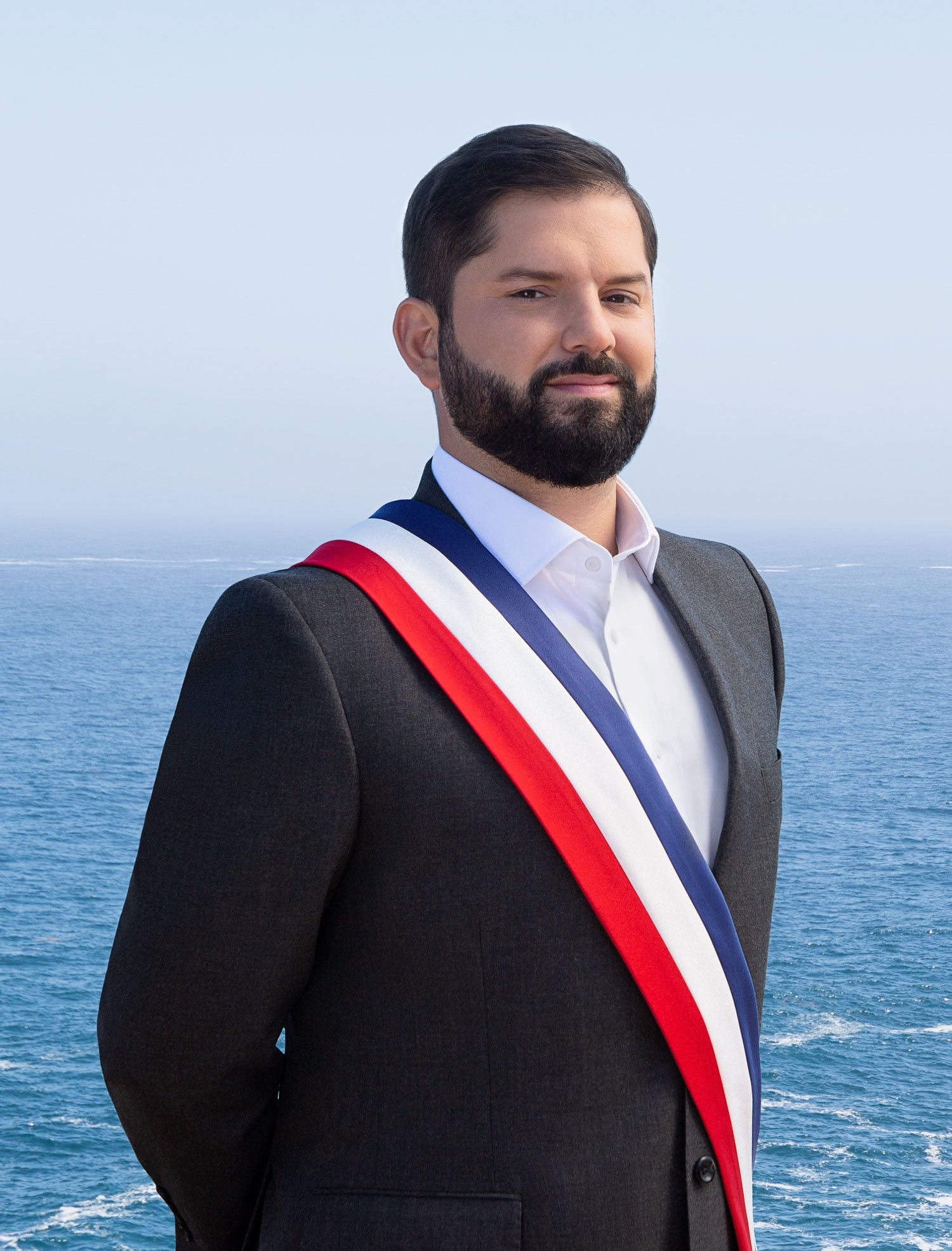
Gabriel Boric Font 2022-2026

## Resultados electorales

### Elecciones municipales
|  | 0,85 % |

|  | 3,02 % |

### Elecciones de convencionales constituyentes
| Elección | Votos   | % de votos      | Escaños |
| -------- | ------- | --------------- | ------- |
| 2021     | 184 327 | \| \| 3,23 % \| | 6/155   |
|          | 3,23 %  |                 |         |

### Elecciones parlamentarias
|  | 4,54 % |

|  | 1,28 % |

### Elecciones de consejeros regionales
| Elección | Votos   | % de votos      | Escaños |
| -------- | ------- | --------------- | ------- |
| 2021     | 217 259 | \| \| 3,54 % \| | 10/302  |
|          | 3,54 %  |                 |         |

### Elecciones de consejeros constitucionales
| Elección | Votos   | % de votos      | Escaños |
| -------- | ------- | --------------- | ------- |
| 2023     | 560 316 | \| \| 5,72 % \| | 4/50    |
|          | 5,72 %  |                 |         |